# فرانكلين جنيفير
فرانكلين جنيفير (بالإنجليزية: Franklyn Jenifer)‏ هو أستاذ جامعي وعالم أحياء أمريكي، ولد في 26 مارس 1939 في واشنطن العاصمة في الولايات المتحدة.

## وصلات خارجية
- فرانكلين جنيفير على موقع إن إن دي بي (الإنجليزية)